# 1772 Gagarin
1772 Gagarin è un asteroide della fascia principale. Scoperto nel 1968, presenta un'orbita caratterizzata da un semiasse maggiore pari a 2,5279776 UA e da un'eccentricità di 0,1039119, inclinata di 5,74344° rispetto all'eclittica.
Il nome dell'asteroide è un omaggio a Jurij Gagarin, il primo uomo ad aver volato nello spazio.